# John Ingle
John Houston Ingle (Tulsa, Oklahoma, 7 de maig de 1928 - Los Angeles, 16 de setembre de 2012) va ser un actor estatunidenc conegut pel seu paper de l'intrigant patriarca Edward Quartermaine en el drama de  ABC, General Hospital.
Ingle va néixer a Tulsa, Oklahoma. Es va graduar en Botxí Hills High School de Tujunga, Los Angeles, Califòrnia. Va començar a ensenyar  anglès i teatre a 1955 a Hollywood High School fins al seu trasllat a 1964 per ensenyar actuació en Beverly Hills High School de  Beverly Hills, Califòrnia, on va romandre fins a la seva jubilació el 1985. Els seus alumnes inclouen Nicolas Cage, Albert Brooks, Richard Dreyfuss, Joanna Gleason, Barbara Hershey, Swoosie Kurtz, Stefanie Powers, David Schwimmer, Jonathan Silverman, i Julie Kavner.
A finals de 2008, Ingle es va sotmetre a un tractament per una petita secció del melanoma en el cuir cabellut. Es va veure obligat a utilitzar un barret, mentre que en pantalla va usar un embenat per tapar-se.
Ingle es va casar amb Grace-Lynne Martin el 1954. Van tenir cinc filles, nou nets i tres besnets.
Grace-Lynne va morir l'11 de febrer de 2012. Engonal va morir set mesos després, el 16 de setembre de 2012, a l'edat de 84 anys.

## Filmografia

### Cinema
- Històries reals (True Stories) com el Predicador (1986)
- Heathers (1988) Inici Gowan
- Defense Play (1988) Senador
- Robocop 2 (1990) Infermer Cap
- Death becomes Her (1990) Elogista
- Reposseïda (Repossessed) (1990)
- La venjança del padrastre (Stepfather III) (1992)
- The Land Before Time com Topsy (Pare de Cera), i el Narrador (1994-2012)
- Batman i Robin (Batman & Robin) (1997) Doctor

### Televisió
- The Golden Girls com Harv (1989)
- Night Court com Theodore Wood (1989) i com el Sr Kitteridge (1991)
- General Hospital com Edward Quartermaine (# 2) (1993-2004, 2006-2012)
- Boy Meets World com el Sr Frank Nelson (Episodi 708)
- Days of our Lives com Mickey Horton (# 3) (2004-2006)
- The Office com Robert Dunder (Episodi 402)